# 西塔基督教堂
沈阳基督教会西塔教堂原名西塔基督教堂，是中国辽宁省沈阳市的一所基督教新教教堂，位于和平区市府大楼33号。该建筑目前被列为沈阳市文物保护单位。

## 历史沿革
1914年，朝鲜平安北道义州郡教会出资派金德善牧师到中国东北地区传教，并以沈阳为活动中心设立朝鲜基督教沈阳教会。1931年，教堂旁建立了满洲神学院、康复学院等机构。文化大革命后，教堂宗教活动停止直至1979年。现存教堂建筑为1992年原址重建。

## 建筑特点
西塔基督教堂为砖结构，占地405平方米，建筑面积884平方米。